# Matrice OCR
Pour les articles homonymes, voir OCR.
 (mai 2015).
Si vous disposez d'ouvrages ou d'articles de référence ou si vous connaissez des sites web de qualité traitant du thème abordé ici, merci de compléter l'article en donnant les références utiles à sa vérifiabilité et en les liant à la section « Notes et références ».
La Matrice OCR (Opportunités, Challenges et Recommandations) est un outil d'analyse stratégique pour développer des stratégies gagnant/gagnant avec des parties prenantes très diversifiées, voire, avec des avis divergents. 
Cette méthode se pratique d'une façon participative, soit par entretiens de chaque partie prenante, soit en temps réel en présence de chacune d'elles.

## Modèles d'analyse stratégiques
Un des modèles le plus connus est le LCAG, souvent dénommé SWOT (Strengths Weaknesses Opportunities Threats – Forces Faiblesses Opportunités Menaces).
Il permet de confronter la structure (entreprise, administration, association, etc.) à son environnement. 
Ce modèle est souvent un prérequis à l’analyse des stratégies concurrentielles ou encore à la planification stratégique). 
Il est largement utilisé comme outil de base dans les analyses stratégiques.
Le SWOT dresse un état des lieux, notamment en observant les faiblesses et les menaces, ce qui, en neuroéconomie, peut être considéré comme inhibant, d'après le Prix Nobel d'économie 2002 Daniel Kahneman.

## Développer des stratégies gagnantes avec une grande diversité de parties prenantes
Crée dans le cadre d’expertises et de conciliations  menées pour le compte de la FAO en Afrique, Emmanuel Groutel,, propose une alternative à cette matrice SWOT en se fondant sur une démarche participative inspirée des travaux de Mary Parker Follett (1868-1933). 
Emmanuel Groutel appelle OCR sa matrice, pour : Opportunités – Challenges & Recommandations ou OCR MATRIX  Opportunities – Challenges & Recommendations.
Les opportunités et les challenges sont externes et internes à la structure : elles apportent des avantages dans le marché ou la situation. Avec la matrice OCR, afin d’intégrer le plus possible les positions des parties prenantes concernées, il est proposé de faire des recommandations, ce qui induit leur mise en œuvre d'une façon concertée entre les acteurs.